# Cayambe
Cayambe je masivní andezitovo-dacitový stratovulkán, ležící izolovaně v ekvádorských Andách asi 70 km severovýchodně od Quita. S výškou 5790 m n. m. je to třetí nejvyšší hora Ekvádoru, která je od výšky 4200 m celoročně zaledněná. Ve výšce 4690 m protíná rovník a je to zároveň jediné místo na rovníku, které je celoročně pokryto sněhem. Vrchol hory je nejvzdálenější místo od zemské osy.
Současný stratovulkán vznikl na základě staršího pleistocenního vulkanického komplexu, který sestával z několika lávových dómů. Přibližně kolem roku 1040 a později v roce 1290 se odehrály dvě větší erupce (s objemem 400 mil. m³ vyvrženého materiálu) a poslední se odehrála v letech 1785–1786.